# 50 meter frisim för herrar i simning vid olympiska sommarspelen 2024

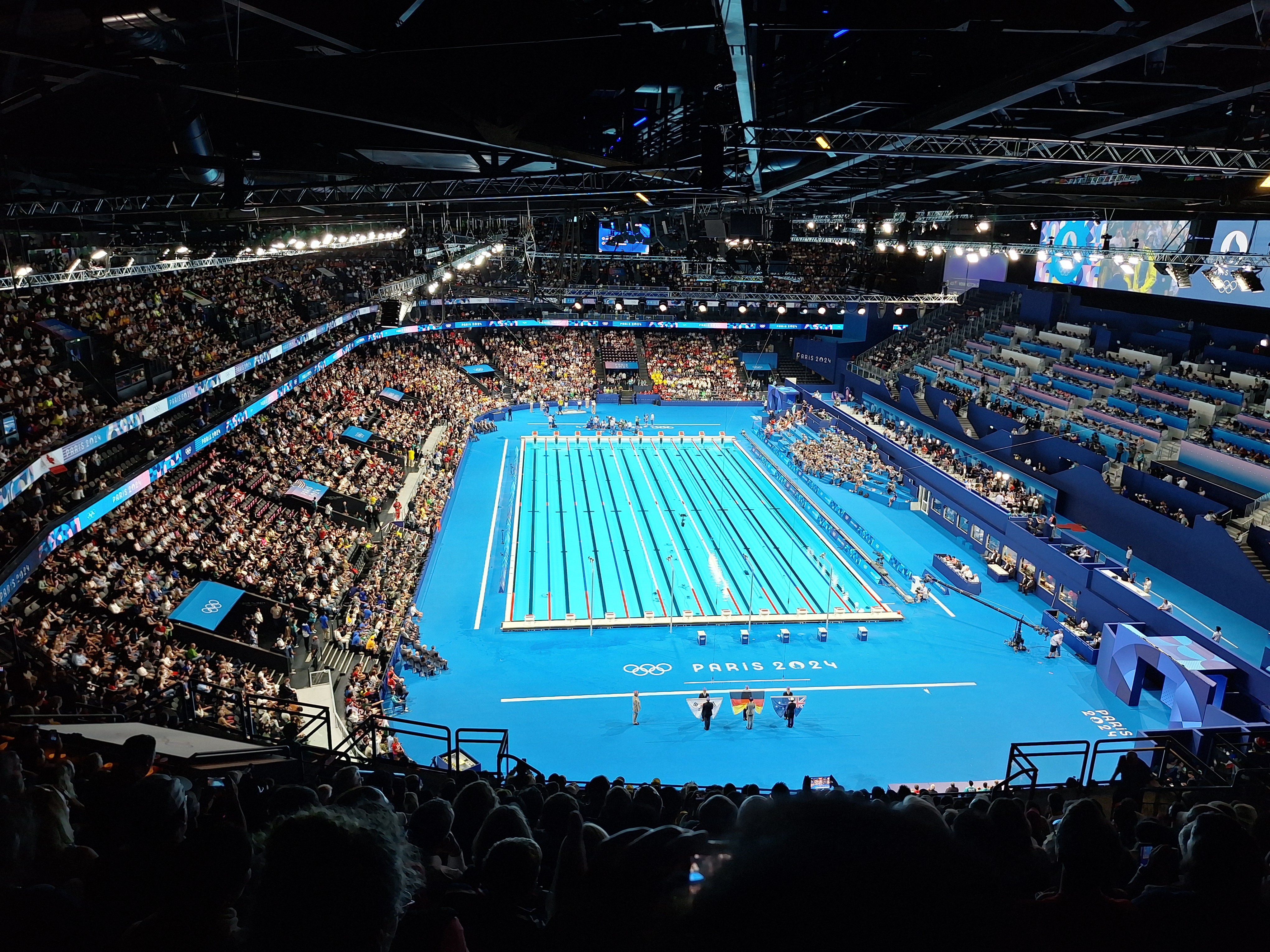
Paris La Défense Arena

Herrarnas 50 meter frisim vid olympiska sommarspelen 2024 avgjordes mellan den 1 och 2 augusti 2024 i Paris La Défense Arena, som var ombyggd till en bassäng för simtävlingarna.
Inför tävlingen var Australiens Cameron McEvoy favorit, medan den regerande olympiska mästaren Caeleb Dressel från USA och Ben Proud från Storbritannien ansågs var bland de bästa utmanarna att ta guld. I finalen tog McEvoy guld, följt av Proud som silvermedaljör och Florent Manaudou från Frankrike som bronsmedaljör. Nio simmare noterade nya nationsrekord och Manaudou blev genom sin bronsmedalj historisk som den första simmaren att ta fyra raka OS-medaljer i grenen.

## Bakgrund
Caeleb Dressel från USA var regerande mästare och hade inför tävlingen det olympiska rekordet på 21,07 sekunder. Dressel hade dock missat stora delar av tävlingsperioden mellan 2022 och 2023 på grund av hälsoproblem. Under denna tid tog Storbritanniens Ben Proud guld vid VM 2022 och Australiens Cameron McEvoy guld vid VM 2023. Frankrikes Florent Manaudou som hade tagit medalj vid de senaste tre OS-tävlingarna var enligt swimswam i god form inför tävlingen. Swimswam och Swimming World ansåg att det var mest sannolikt att McEvoy skulle ta guld.

## Kval
Varje nationell olympisk kommitté (NOK) fick ta ut högst två kvalificerade idrottare i varje individuell gren, men endast om båda hade uppnått den olympiska kvaltiden (OQT). I denna gren var den olympiska kvaltiden på 21,96 sekunder. Internationella simförbundet fördelade sedan resten av platserna i grenen till idrottare som hade kvalificerat sig genom universella kvalplatser. Varje nationell olympisk kommitté hade möjlighet att ta ut en idrottare av vardera kön, oberoende av deras kvaltid, förutsatt att platserna inte redan hade tagits av idrottare från samma nation som hade uppnått den olympiska kvaltiden. Totalt kvalificerade 40 idrottare sig genom att uppnå den olympiska kvaltiden, medan 35 idrottare kvalificerade sig genom universella kvalplatser. Shane Ryan från Irland uppnådde den olympiska kvaltiden vid EM 2024 men kom inte till start i tävlingen då det inte var någon av irländska simförbundets förutbestämda OS-kvaltävlingar.
| Simmare           | Nation         | Tid   | Tävling                            |
| ----------------- | -------------- | ----- | ---------------------------------- |
| Cameron McEvoy    | Australien     | 21,06 | Världsmästerskapen 2023            |
| Ben Proud         | Storbritannien | 21,25 | Brittiska mästerskapen 2024        |
| Vladyslav Buchov  | Ukraina        | 21,38 | Världsmästerskapen 2024            |
| Caeleb Dressel    | USA            | 21,41 | Amerikanska OS-uttagningarna 2024  |
| Joshua Liendo     | Kanada         | 21,48 | Kanadensiska OS-uttagningarna 2024 |
| Florent Manaudou  | Frankrike      | 21,52 | Franska mästerskapen 2024          |
| Chris Guiliano    | USA            | 21,59 | Amerikanska OS-uttagningarna 2024  |
| Maxime Grousset   | Frankrike      | 21,66 | Franska mästerskapen 2024          |
| Björn Seeliger    | Sverige        | 21,67 | Världsmästerskapen 2024            |
| Szebasztián Szabó | Ungern         | 21,67 | Världsmästerskapen 2023            |

## Försöksheat
Tio försöksheat genomfördes den 1 augusti 2024 med start klockan 11:18. Simmarna med de 16 bästa tiderna i försöksheaten gick vidare till semifinalerna. McEvoy simmade på 21,32 sekunder och hade den snabbaste tiden i försöksheaten. Jordan Crooks från Caymanöarna hade näst snabbast tid på 21,51 sekunder och Manaudou hade tredje snabbast tid på 21,54 sekunder.
Totalt nio nationsrekord noterades under försöksheaten. Thomas Fannon från Irland simmade på 21,79 sekunder och slog då Shane Ryans en månad gamla rekord från EM 2024 med 0,03 sekunder. Crooks slog sitt eget nationsrekord för Caymanöarna med 0,22 sekunder. David Young från Fiji simmade på 22,71 sekunder och slog då sitt eget rekord på 22,87 sekunder. Alex Joachim från Saint Vincent och Grenadinerna simmade på 23,59 sekunder och slog sitt eget rekord på 24,02 sekunder. Övriga nationsrekord noterades av Belly-Cresus Ganira från Burundi, Mohamed Aan Hussain från Maldiverna, Elhadj Diallo från Guinea,  Pedro Rogery från Guinea-Bissau och Higinio Ndong från Ekvatorialguinea.
| Placering | Heat | Bana | Simmare                       | Nation                          | Tid   | Noteringar |
| --------- | ---- | ---- | ----------------------------- | ------------------------------- | ----- | ---------- |
| 1         | 10   | 4    | Cameron McEvoy                | Australien                      | 21,32 | 0Q0        |
| 2         | 10   | 7    | Jordan Crooks                 | Caymanöarna                     | 21,51 | 0Q0, 0NR0  |
| 3         | 8    | 5    | Florent Manaudou              | Frankrike                       | 21,54 | 0Q0        |
| 4         | 10   | 1    | Lorenzo Zazzeri               | Italien                         | 21,64 | 0Q0        |
| 5         | 9    | 4    | Ben Proud                     | Storbritannien                  | 21,70 | 0Q0        |
| 6         | 6    | 7    | Thomas Fannon                 | Irland                          | 21,79 | 0Q0, 0NR0  |
| 6         | 8    | 7    | Leonardo Deplano              | Italien                         | 21,79 | 0Q0        |
| 8         | 9    | 8    | Ben Armbruster                | Australien                      | 21,86 | 0Q0        |
| 8         | 10   | 2    | Kristian Gkolomeev            | Grekland                        | 21,86 | 0Q0        |
| 10        | 8    | 8    | Meiron Cheruti                | Israel                          | 21,88 | 0Q0        |
| 11        | 8    | 4    | Vladyslav Buchov              | Ukraina                         | 21,89 | 0Q0        |
| 11        | 10   | 6    | Gabriel Castaño               | Mexiko                          | 21,89 | 0Q0        |
| 13        | 7    | 5    | Diogo Ribeiro                 | Portugal                        | 21,91 | 0Q0        |
| 13        | 10   | 5    | Caeleb Dressel                | USA                             | 21,91 | 0Q0        |
| 15        | 9    | 5    | Joshua Liendo                 | Kanada                          | 21,92 | 0Q0        |
| 16        | 9    | 3    | Maxime Grousset               | Frankrike                       | 21,94 | 0Q0        |
| 17        | 10   | 3    | Chris Guiliano                | USA                             | 21,97 |            |
| 18        | 9    | 7    | Stergios Bilas                | Grekland                        | 22,00 |            |
| 19        | 7    | 1    | Martin Kartavi                | Israel                          | 22,01 |            |
| 19        | 7    | 4    | Taiko Torepe-Ormsby           | Nya Zeeland                     | 22,01 |            |
| 21        | 9    | 1    | Alberto Mestre                | Venezuela                       | 22,02 |            |
| 22        | 6    | 2    | Jere Hribar                   | Kroatien                        | 22,08 |            |
| 23        | 7    | 3    | Renzo Tjon-A-Joe              | Nederländerna                   | 22,10 |            |
| 24        | 9    | 6    | Szebasztián Szabó             | Ungern                          | 22,12 |            |
| 24        | 10   | 8    | Ian Ho                        | Hongkong                        | 22,12 |            |
| 26        | 6    | 6    | Mikel Schreuders              | Aruba                           | 22,14 |            |
| 27        | 8    | 2    | Kenzo Simons                  | Nederländerna                   | 22,15 |            |
| 28        | 9    | 2    | Ji Yu-chan                    | Sydkorea                        | 22,16 |            |
| 29        | 8    | 6    | Dylan Carter                  | Trinidad och Tobago             | 22,18 |            |
| 30        | 7    | 2    | Andrej Barna                  | Serbien                         | 22,19 |            |
| 31        | 8    | 3    | Björn Seeliger                | Sverige                         | 22,21 |            |
| 32        | 6    | 5    | Jonathan Tan                  | Singapore                       | 22,26 |            |
| 33        | 6    | 4    | Alexander Cohoon              | Storbritannien                  | 22,31 |            |
| 33        | 7    | 6    | Guilherme Caribé              | Brasilien                       | 22,31 |            |
| 35        | 7    | 7    | Piotr Ludwiczak               | Polen                           | 22,34 |            |
| 36        | 6    | 3    | Miguel Nascimento             | Portugal                        | 22,49 |            |
| 37        | 6    | 1    | Nicholas Lia                  | Norge                           | 22,51 |            |
| 38        | 7    | 8    | Artem Selin                   | Tyskland                        | 22,54 |            |
| 39        | 6    | 8    | Matej Duša                    | Slovakien                       | 22,64 |            |
| 40        | 5    | 6    | David Young                   | Fiji                            | 22,71 | 0NR0       |
| 41        | 5    | 5    | Kyle Micallef                 | Malta                           | 22,89 |            |
| 42        | 4    | 2    | Thierry Bollin                | Schweiz                         | 22,95 |            |
| 43        | 5    | 3    | Tobi Sijuade                  | Nigeria                         | 23,34 |            |
| 44        | 5    | 4    | Jevgenij Somov                | Individuella neutrala idrottare | 23,43 |            |
| 45        | 5    | 1    | Alex Joachim                  | Saint Vincent och Grenadinerna  | 23,59 | 0NR0       |
| 46        | 4    | 5    | Belly-Cresus Ganira           | Burundi                         | 23,80 | 0NR0       |
| 47        | 5    | 2    | Alaa Maso                     | Flyktingidrottare               | 23,90 |            |
| 48        | 5    | 7    | Damien Shamambo               | Zambia                          | 24,09 |            |
| 49        | 5    | 8    | Filipe Gomes                  | Malawi                          | 24,11 |            |
| 50        | 4    | 4    | Mohamed Aan Hussain           | Maldiverna                      | 24,22 | 0NR0       |
| 51        | 4    | 6    | Aaron Ghebre Owusu            | Eritrea                         | 24,25 |            |
| 52        | 4    | 3    | Warren Lawrence               | Dominica                        | 24,67 |            |
| 53        | 4    | 7    | Jion Hosei                    | Palau                           | 25,67 |            |
| 54        | 4    | 1    | Houmed Houssein Barkat        | Djibouti                        | 26,00 |            |
| 55        | 4    | 8    | Camil Doua                    | Mauretanien                     | 26,02 |            |
| 56        | 3    | 4    | Fakhriddin Madkamov           | Tadzjikistan                    | 26,23 |            |
| 57        | 3    | 3    | Elhadj N'Gnane Diallo         | Guinea                          | 26,45 | 0NR0       |
| 58        | 3    | 8    | Magnim Jordano Daou           | Togo                            | 26,56 |            |
| 59        | 3    | 5    | Souleymane Napare             | Burkina Faso                    | 26,66 |            |
| 59        | 3    | 6    | Jose Tati                     | Kap Verde                       | 26,66 |            |
| 61        | 3    | 2    | Ousman Jobe                   | Gambia                          | 26,97 |            |
| 62        | 3    | 7    | Joshua Wyse                   | Sierra Leone                    | 27,11 |            |
| 63        | 3    | 1    | Fahim Anwari                  | Afghanistan                     | 27,14 |            |
| 64        | 2    | 5    | Phillip Kinono                | Marshallöarna                   | 27,43 |            |
| 65        | 2    | 6    | Freddy Mayala                 | Kongo-Brazzaville               | 27,52 |            |
| 66        | 1    | 4    | Pedro Rogery                  | Guinea-Bissau                   | 28,34 | 0NR0       |
| 67        | 2    | 7    | Higinio Ndong Obama           | Ekvatorialguinea                | 28,42 | 0NR0       |
| 68        | 2    | 3    | Adam Mpali                    | Gabon                           | 28,47 |            |
| 69        | 2    | 2    | Troy Nisbett                  | Saint Kitts och Nevis           | 28,71 |            |
| 70        | 2    | 4    | Aristote Ndombe Impelenga     | Kongo-Kinshasa                  | 29,04 |            |
| 71        | 2    | 1    | Jolanio Guterres              | Östtimor                        | 30,04 |            |
| 72        | 1    | 3    | Marouane Mamane Hamissou Abba | Niger                           | 30,66 |            |
| 73        | 1    | 5    | Terence Tengue                | Centralafrikanska republiken    | 30,96 |            |
| 74        | 8    | 1    | Shane Ryan                    | Irland                          | 0DNS0 | 0DNS0      |

## Semifinaler
Två semifinaler genomfördes den 1 augusti 2024 med start klockan 20:46. Simmarna med de åtta bästa tiderna i semifinalerna gick vidare till final. Proud och McEvoy simmade båda på 21,38 sekunder och hade delad bästa tid i semifinalerna, medan Leonardo Deplano från Italien simmade på 21,50 sekunder och hade den tredje snabbaste tiden. Övriga som kvalificerade sig för finalen var Crooks, Dressel, Manadou och Kristian Gkolomeev från Grekland. Frankrikes Maxime Grousset kvalificerade sig med den sjätte snabbaste tiden men drog sig ur vilket gav Joshua Liendo från Kanada en plats i finalen. Fannon från Irland simmade på 21,74 sekunder och slog sitt nationsrekord från försöksheaten med 0,05 sekunder.
| Placering | Heat | Bana | Simmare            | Nation         | Tid   | Noteringar  |
| --------- | ---- | ---- | ------------------ | -------------- | ----- | ----------- |
| 1         | 2    | 3    | Ben Proud          | Storbritannien | 21,38 | 0Q0         |
| 1         | 2    | 4    | Cameron McEvoy     | Australien     | 21,38 | 0Q0         |
| 3         | 2    | 6    | Leonardo Deplano   | Italien        | 21,50 | 0Q0         |
| 4         | 1    | 4    | Jordan Crooks      | Caymanöarna    | 21,54 | 0Q0         |
| 5         | 1    | 1    | Caeleb Dressel     | USA            | 21,58 | 0Q0         |
| 6         | 1    | 8    | Maxime Grousset    | Frankrike      | 21,60 | Drog sig ur |
| 7         | 2    | 2    | Kristian Gkolomeev | Grekland       | 21,62 | 0Q0         |
| 8         | 2    | 5    | Florent Manaudou   | Frankrike      | 21,64 | 0Q0         |
| 9         | 2    | 8    | Joshua Liendo      | Kanada         | 21,69 | 0q0         |
| 10        | 1    | 3    | Thomas Fannon      | Irland         | 21,74 | 0NR0        |
| 11        | 2    | 7    | Vladyslav Buchov   | Ukraina        | 21,76 |             |
| 12        | 1    | 5    | Lorenzo Zazzeri    | Italien        | 21,83 |             |
| 13        | 1    | 2    | Meiron Cheruti     | Israel         | 21,91 |             |
| 14        | 1    | 6    | Ben Armbruster     | Australien     | 21,94 |             |
| 15        | 1    | 7    | Gabriel Castaño    | Mexiko         | 21,99 |             |
| 16        | 2    | 1    | Diogo Ribeiro      | Portugal       | 22,01 |             |

## Final

Animering av loppet i dubbel hastighet baserad på data från franska simförbundet.

Finalen genomfördes den 2 augusti med start klockan 20:30. McEvoy hade den snabbaste reaktionstiden på 0,56 sekunder men efter 15 meter hade Dressel tagit ledningen genom en starkare undervattenssimning medan McEvoy hade tappat till femte plats. Proud och Crooks var vid denna punkt på andra respektive tredje plats.
Vid 25 meter var ordningen för de tre simmarna i täten densamma, men efter 45 meter hade McEvoy tagit sig från fjärde till första plats. Proud hade behållit sin andraplats och var 0,26 sekunder före Crooks på tredje plats. Under de sista fem metrarna behöll McEvoy och Proud sina placeringar och tog guld respektive silver medan Manaudou gick om Crooks och tog brons samtidigt som Crooks trillade ner till åttonde plats. Liendo slutade på fjärde plats och missade en medalj med 0,02 sekunder.
Guldet var McEvoys första OS-medalj i en individuell gren samtidigt som det var Prouds allra första OS-medalj. Manaudous pallplats gjorde honom till den första simmaren genom tiderna att ta fyra raka OS-medaljer på 50 meter frisim, vilket han uppnådde inför hemmapubliken i Frankrike. Medaljörernas medelålder var 30 år.
| Placering | Bana | Simmare            | Nation         | Tid   | Noteringar |
| --------- | ---- | ------------------ | -------------- | ----- | ---------- |
| 1         | 5    | Cameron McEvoy     | Australien     | 21,25 |            |
| 2         | 4    | Ben Proud          | Storbritannien | 21,30 |            |
| 3         | 1    | Florent Manaudou   | Frankrike      | 21,56 |            |
| 4         | 8    | Joshua Liendo      | Kanada         | 21,58 |            |
| 5         | 7    | Kristian Gkolomeev | Grekland       | 21,59 |            |
| 6         | 2    | Caeleb Dressel     | USA            | 21,61 |            |
| 7         | 3    | Leonardo Deplano   | Italien        | 21,62 |            |
| 8         | 6    | Jordan Crooks      | Caymanöarna    | 21,64 |            |

| Namn               | Distans under vatten (m) | Hastighet under vatten (m/s) | Tid vid 15 meter (s) | Tid vid 25meter (s) | Tid (s) | Frekvens (simtag/min) |
| ------------------ | ------------------------ | ---------------------------- | -------------------- | ------------------- | ------- | --------------------- |
| Cameron McEvoy     | 12,04                    | 3,70                         | 5,11                 | 9,59                | 21,25   | 63,1                  |
| Ben Proud          | 13,15                    | 3,86                         | 5,02                 | 9,54                | 21,30   | 62,1                  |
| Florent Manaudou   | 13,24                    | 3,75                         | 5,10                 | 9,62                | 21,56   | 60,4                  |
| Joshua Liendo      | 14,34                    | 3,57                         | 5,21                 | 9,83                | 21,58   | 60,9                  |
| Kristian Gkolomeev | 10,19                    | 3,85                         | 5,27                 | 9,82                | 21,59   | 59,5                  |
| Caeleb Dressel     | 14,06                    | 3,84                         | 4,97                 | 9,50                | 21,61   | 64,0                  |
| Leonardo Deplano   | 11,65                    | 3,81                         | 5,28                 | 9,79                | 21,62   | 66,5                  |
| Jordan Crooks      | 14,67                    | 3,79                         | 5,02                 | 9,60                | 21,64   | 61,2                  |